# DFS Kranich
El DFS Kranich fue un modelo de planeador alemán. Fue desarrollado por Hans Jacobs para el Deutsche Forschungsanstalt für Segelflug (DFS).

## Desarrollo
La producción en serie del Kranich (grulla) se realizó en la división aeronáutica de Karl Schweyer AG en Mannheim. El biplaza fue, en su versión II, el planeador biplaza más ampliamente construido en Alemania de 1935 a 1939. Se construyeron varios cientos de ejemplares; las cantidades exactas no se conocen.
El 11 de octubre de 1940, Erich Klöckner, en un Kranich, estableció el récord de altura para planeadores de 11 460 m (37 598 pies). Debido a que aconteció en tiempo de guerra, el récord de altura no fue reconocido por las potencias ocupantes Aliadas, y Klöckner solo recibió reconocimiento de la Federación Aeronáutica Internacional (FAI) a finales de los años 90. Este récord de altura fue batido solo diez años más tarde por el estadounidense Bill Ivans durante la realización de un programa científico similar en Sierra Nevada.
En 1942, fueron construidos 30 Kranich por el constructor sueco AB Flygplan en Norrköping, que fueron entregados a la Fuerza Aérea sueca para entrenamiento. A estas máquinas se les dio la designación militar Flygplan Se 103.
Entre 1950 y 1952 se construyeron en Polonia 50 ejemplares de una copia ligeramente modificada del Kranich II, conocida como SZD-C Żuraw (grulla en polaco).
En 1947-48 se construyeron en Yugoslavia 10 ejemplares, y hasta 1957, 17 aparatos más, de una copia ligeramente modificada del Kranich II, habiendo reparado también dos trofeos de guerra abandonados por los alemanes. Fueron conocidos como UTVA Ždral/LIBIS Žerjav (grulla en serbio y esloveno, respectivamente).
Tras la guerra, Jacobs diseñó el Kranich III, un nuevo desarrollo muy diferente de sus predecesores. Fue desarrollado y producido en la fábrica de Focke-Wulf en Bremen. El primer vuelo tuvo lugar el 1 de mayo de 1952, pilotado por Hanna Reitsch. Se produjeron 37 ejemplares.

## Variantes

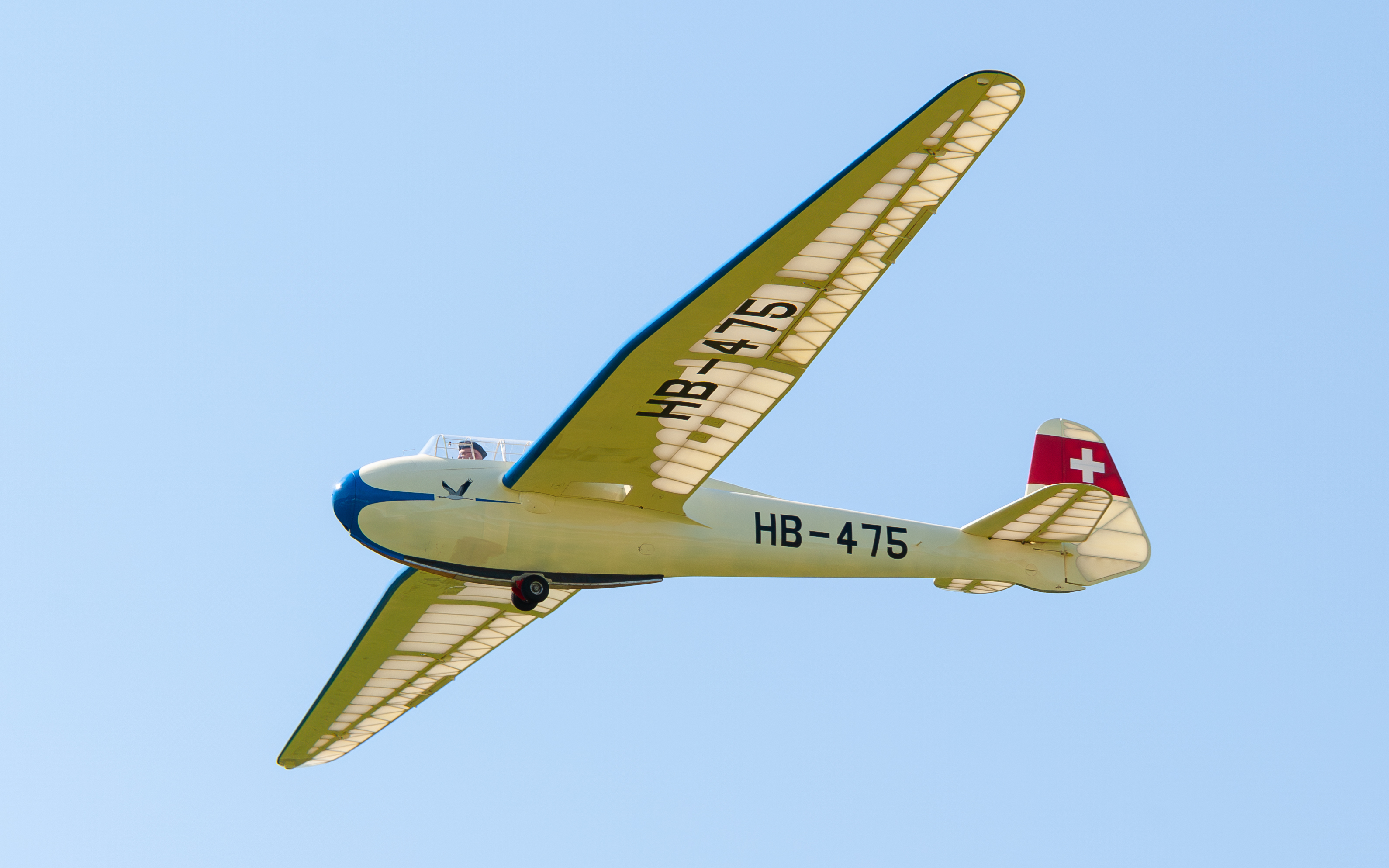
Kranich II.

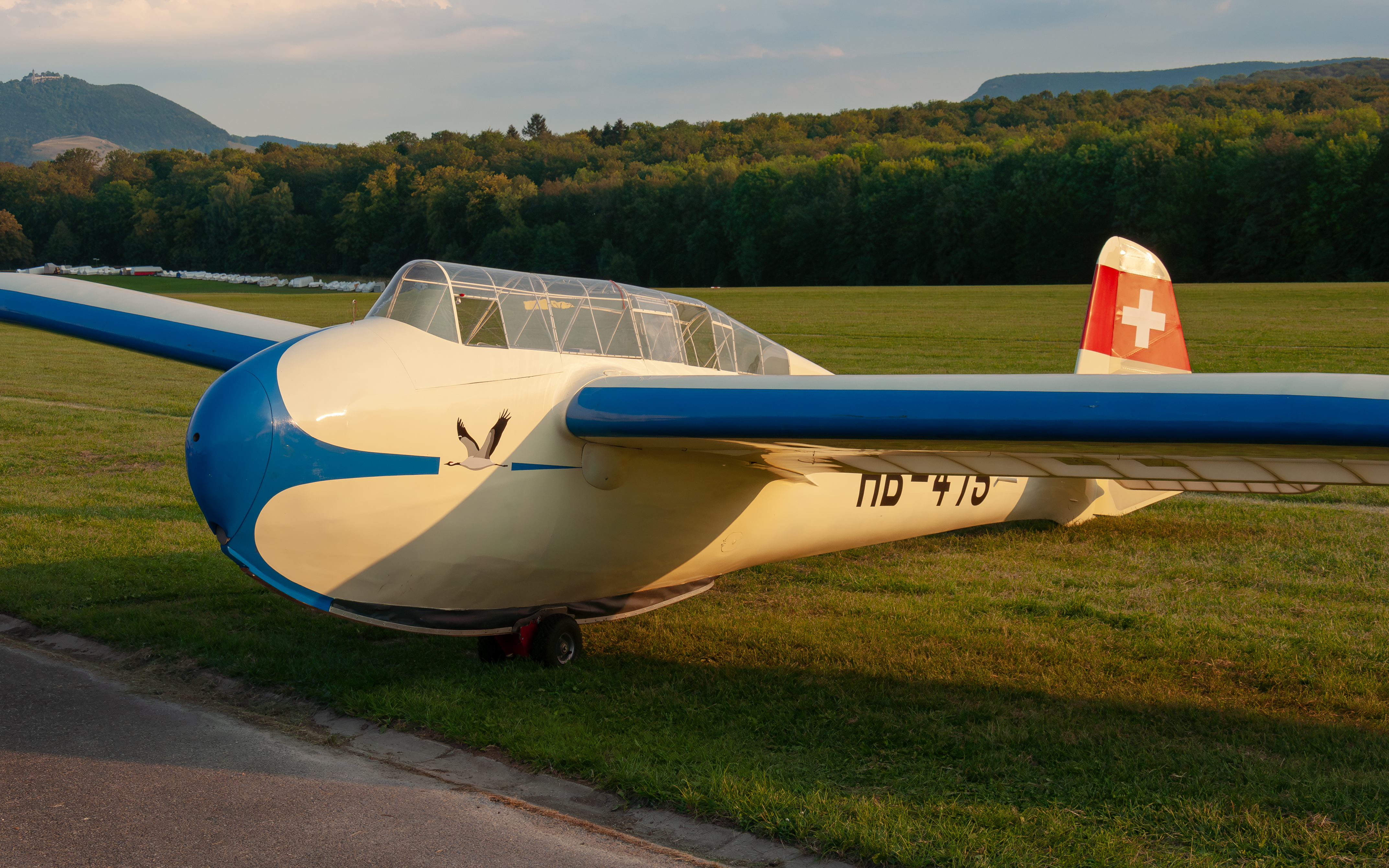
Fuselaje de un DFS Kranich II-B1 construido en 1938.

Kranich
Prototipo inicial diseñado por Hans Jacobs para el DFS.
Kranich II
Aviones de producción construidos principalmente por Karl Schweyer AG y por Mraz, Checoslovaquia, pero también en Polonia, España y Suecia.
Liege-Kranich
Conversión del Kranich II con una cabina adicional en el morro acristalado para un piloto tendido prono. Varios construidos. Primera conversión en Trebbin a mitad de la Segunda Guerra Mundial con el propósito de probar el vuelo en tendido prono. También usado para el entrenamiento de vuelo de nuevos modelos alemanes (BV 40, DFS 228 y DFS 346).
Flygplan Se 103
Producción bajo licencia de 30 aviones en Suecia para la Fuerza Aérea sueca.
SZD-C Żuraw
Producción bajo licencia de un Kranich modificado en Polonia.
Focke-Wulf Kranich III
Un rediseño importante.
UTVA Żdral
Producción bajo licencia de 10 aviones de un Kranich modificado en Yugoslavia.
LIBIS Żerjav
Producción bajo licencia de 17 aviones de un Kranich modificado en Yugoslavia por LIBIS (Letalski inštitut Branko Ivanuš Slovenija).

## Operadores
España
- Ejército del Aire

 Suecia
- Fuerza Aérea Sueca

## Especificaciones (Kranich II)
Referencia datos: The World's Sailplanes:Die Segelflugzeuge der Welt:Les Planeurs du Monde

### Características generales
- Tripulación: Dos
- Longitud: 7,7 m (25,3 ft)
- Envergadura: 18 m (59,1 ft)
- Superficie alar: 22,7 m² (244,3 ft²)
- Perfil alar: Göttingen 535
- Peso vacío: 185 kg (408 lb) (equipado)
- Peso máximo al despegue: 350 kg (771,4 lb)
- Alargamiento: 14,3

### Rendimiento
- Velocidad nunca excedida (Vne): 175 km/h (109 MPH; 94 kt)
- Carga alar: 19,4 kg/m² (4 lb/ft²)
- Velocidad máx. en aire turbulento: 128 km/h
- Velocidad máx. remolcado: 100 km/h
- Velocidad de lanzamiento por catapulta: 80 km/h
- Régimen máx. de planeo: 23,6 a 70 km/h
- Régimen de descenso: 0,7 m/s (140 pies/min) a 60 km/h

## Aeronaves relacionadas

### Secuencias de designación
- Secuencia G/Lg/Se _ (Planeadores de la Fuerza Aérea sueca): G 101 - Se 102 - Se 103 - Se 104 - Lg 105
- Secuencia V._ (Veleros del Ejército del Aire español, 1945-1954): V.1 - V.2 - V.3